# Uchodźca klimatyczny
Uchodźca klimatyczny – osoba zmuszona do opuszczenia swojego terenu zamieszkania z powodu znaczących zmian klimatycznych w miejsce gdzie warunki klimatyczne nie zagrażają ich życiu oraz zdrowiu. Do czynników tych należą: częste powodzie, susze, cyklony, osunięcia ziemi, burze tropikalne oraz podnoszenie się poziomu wód i zalewanie obszarów przybrzeżnych.
W Konwencji Dotyczącej Statusu Uchodźców z 1951 roku prawo międzynarodowe nie uwzględniło terminu „uchodźca klimatyczny”. Obecnie szacuje się, że do 2050 roku na świecie będzie nawet od 200–250 mln uchodźców klimatycznych.